# Katalanischsprachige Wikipedia
Die katalanischsprachige Wikipedia (katalanisch Viquipèdia en català) ist die Ausgabe der freien Online-Enzyklopädie Wikipedia in katalanischer Sprache. Sie wurde am 16. März 2001 als dritte Sprachausgabe nach der englischsprachigen Version und wenige Stunden nach der deutschsprachigen Wikipedia gegründet.

## Ausgangslage und Entwicklung
Am 16. März 2001 kündigte Jimmy Wales an, Wikipedias in verschiedenen Sprachen gründen zu wollen und fügte hinzu, dass es auch Interesse an einer katalanischen Version gebe. Noch am selben Tag und innerhalb weniger Stunden wurden die Domains «deutsche.wikipedia.com» und «catalan.wikipedia.com» eingetragen. Die ersten Bearbeitungen, möglicherweise Probetexte auf Englisch, sind nicht erhalten. Die katalanischsprachige Hauptseite wurde aber nachweislich am 16. März um 21:07 UTC durch den anonymen Benutzer 216.7.146.xxx bearbeitet.
Der erste Artikel war „àbac“ (Abakus). Er wurde am 17. März um 01:41 UTC angelegt. Die IP des anonymen Nutzers stammt aus Andorra.
Der Name der Domain wechselte zu «ca.wikipedia.com» und später zu «ca.wikipedia.org». Nach zwei Jahren wurde der katalanisierte Name Viquipèdia übernommen. Es bestehen auch die Adressen «viquipedia.org» und «viquipedia.cat», die auf «ca.wikipedia.org» weiterleiten.
Wie die deutschsprachige Wikipedia am 21. März 2019, so ging auch die katalanischsprachige Wikipedia am 25. März 2019 für einen Tag aus Protest gegen die Urheberrechtsreform der Europäischen Union offline.

## Meilensteine

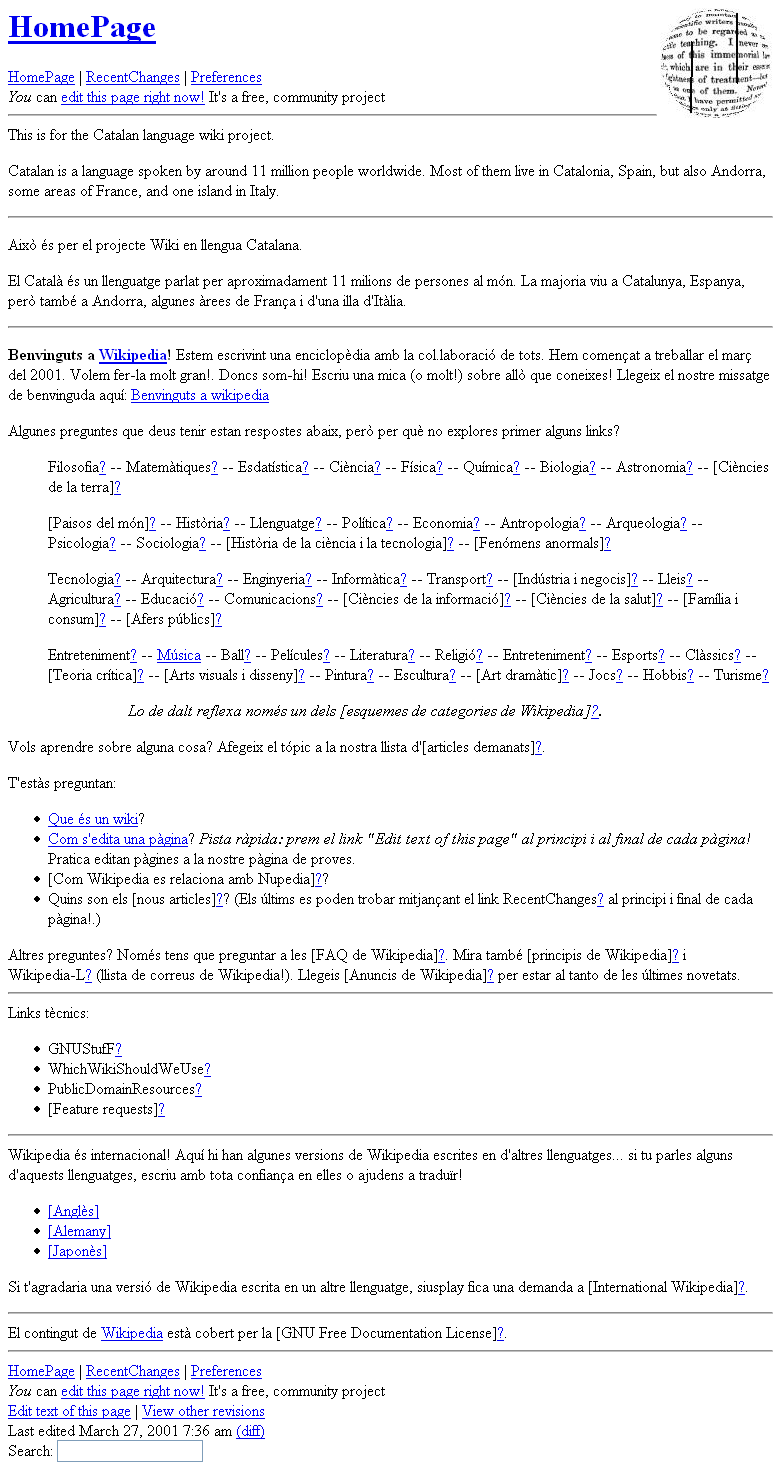
Hauptseite im März 2001
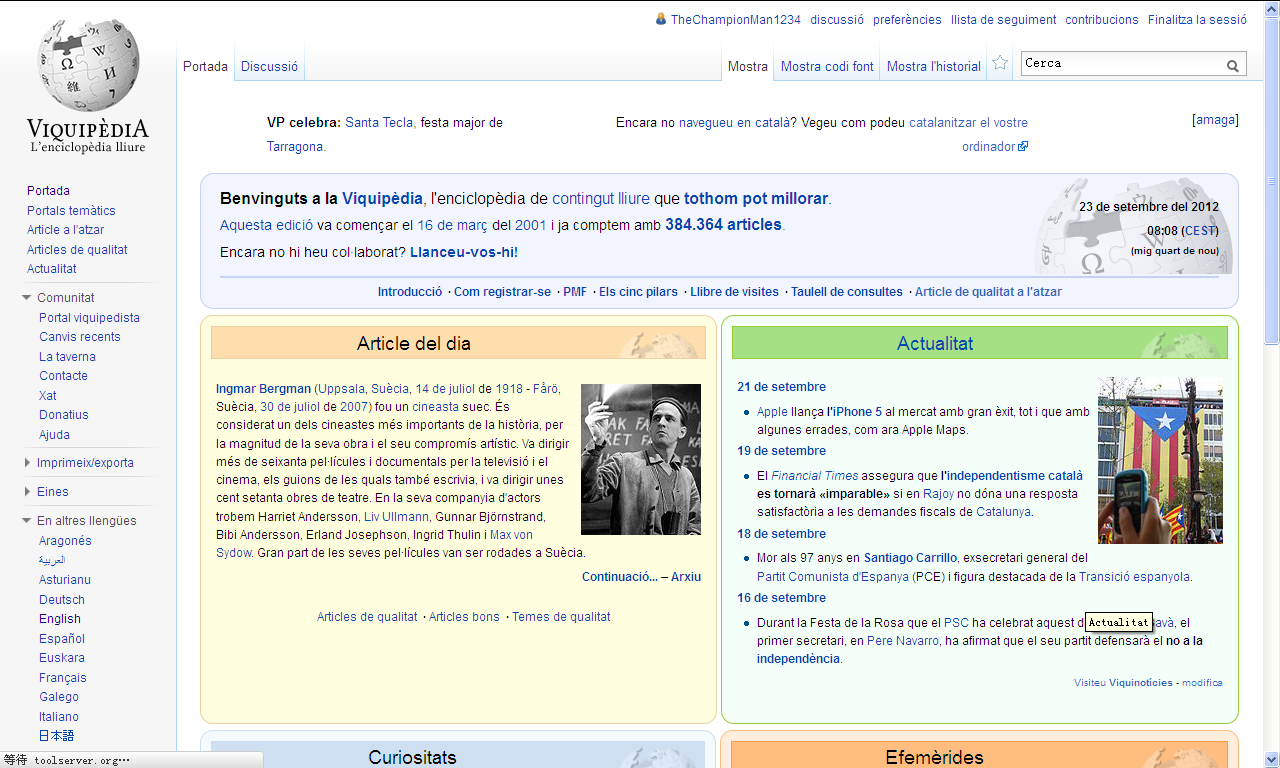
Katalanischsprachige Wikipedia, 2012

- Im März 2001 hatte die Viquipèdia sechs Artikel.
- Am 8. März 2003 waren es 1.000 Artikel.
- Im Februar 2004 wurden 5.000 Artikel erreicht.
- Am 16. Dezember 2004 hatte sich die Anzahl der Artikel innerhalb von neun Monaten auf 10.000 verdoppelt.
- Am 19. November 2005 hatte sich die Anzahl der Artikel innerhalb eines Jahres auf 20.000 erneut verdoppelt.
- Am 4. Januar 2007 waren 50.000 Artikel erreicht.
- Am 18. Januar 2008 hatte sich die Anzahl der Artikel innerhalb eines Jahres auf 100.000 erneut verdoppelt.
- Am 21. September 2009 waren 200.000 Artikel erreicht.
- Am 21. Dezember 2010 bestand die Viquipèdia aus 300.000 Artikeln.
- Am 16. April 2013 waren 400.000 Artikel erreicht.[5]
- Am 11. März 2016 waren 500.000 Artikel erreicht.[6]
- Am 8. Januar 2019 waren 600.000 Artikel erreicht.[7]